# Bečej
Bečej (ćir.: Бечеј, mađ: Óbecse, njem: Altbetsche) je grad i središte istoimene općine Bečej u Južnobačkom okrugu u Vojvodini, u Republici Srbiji.

## Zemljopis
Bečej se smjestio na desnoj obali rijeke Tise, grad je panonskog tipa, jedan od najvećih u Potisju, privredno, društveno i kulturno središte ovog diejla Vojvodine. Središte je općine kojem pripadaju naselja Bačko Petrovo Selo, Bačko Gradište, Radičević i Mileševo. Bečej je na pogodnom geografskom položaju, na križanju željezničkih i cestovnih puteva te kanala rijeke Tise.

## Stanovništvo
U gradu Bečeju živi 25.774 stanovnika, od toga 20.547 punoljetna stanovnika, a prosječna starost stanovništva iznosi 39,5 godina (37,9 kod muškaraca i 41,1 kod žena). U naselju ima 9.614   domaćinstava a prosječan broj članova po domaćinstvu je 2,66.
Prema popisu stanovništva iz 1991. godine u naselju je živjelo 26.634 stanovnika.
| Etnički sastav 2002. |            |        |
| Narod                | Stanovnika | %      |
| Mađari               | 11.725     | 45,49% |
| Srbi                 | 11.197     | 43,44% |
| Jugoslaveni          | 808        | 3,13%  |
| Hrvati               | 298        | 1,15%  |
| Romi                 | 185        | 0,71%  |
| Crnogorci            | 172        | 0,66%  |
| Muslimani            | 71         | 0,27%  |
| Albanci              | 59         | 0,22%  |
| nepoznato            | 170        | 0,65%  |

| broj stanovnika | 22944 | 23322 | 24963 | 26722 | 27102 | 26634 | 25774 |
|                 | 1948. | 1953. | 1961. | 1971. | 1981. | 1991. | 2001. |

## Šport
- vaterpolo klub Bečej

## Gradovi prijatelji
- Csongrád, Mađarska
- Galanta, Slovačka
- Csíkszereda, Rumunjska
- Szekszárd, Mađarska

## Galerija
| - Pravoslavna crkva - Katolička crkva |

## Vanjske poveznice
- Satelitska snimka naselja
- Plan naselja